# Iver Mysterud
Iver Mysterud (né le 4 juin 1966) est un biologiste et zoologiste norvégien.
Il termine ses études de biologie en 1992 avec comme spécialité la zoologie, et obtient en 2005 son doctorat interdisciplinaire autour de l'homme et de l'évolution. Toute sa carrière scientifique est rattachée à l'Institut de biologie de l'Université d'Oslo, où il est le seul zoologue ; il s'y est spécialisé dans l'étude de l'homme sous une perspective évolutionniste.
Depuis 1992, Mysterud s'intéresse particulièrement à l'importance de la théorie de l'évolution dans l'étude de la physiologie et des comportements humains, sujet à propos duquel il a produit de nombreux articles scientifiques et argumentatifs, écrit des critiques de livres et donné des interviews. En plus d'un fort engagement à propos de l'alimentation à laquelle l'homme est le mieux adapté naturellement, il s'est concentré ces dernières années sur la question de savoir pourquoi certains individus sont violents.
Il est coauteur des livres Økologisk helselære: En innføring for medisin- og helsefagstudenter (1996) et Sukker – en snikende fare (2004). Il a également écrit plusieurs rapports scientifiques et études à propos du comportement et de la gestion des grands prédateurs ainsi que sur les feux de bois comme facteur écologique. Il est également connu en Norvège pour être l'auteur des livres Mat, menneske og evolusjon (2005) et Mennesket og moderne evolusjonsteori (2003).